# Cordyloporus mimus
Cordyloporus mimus är en mångfotingart som först beskrevs av Cook 1896.  Cordyloporus mimus ingår i släktet Cordyloporus och familjen Chelodesmidae. Inga underarter finns listade i Catalogue of Life.